# Péter Márki-Zay

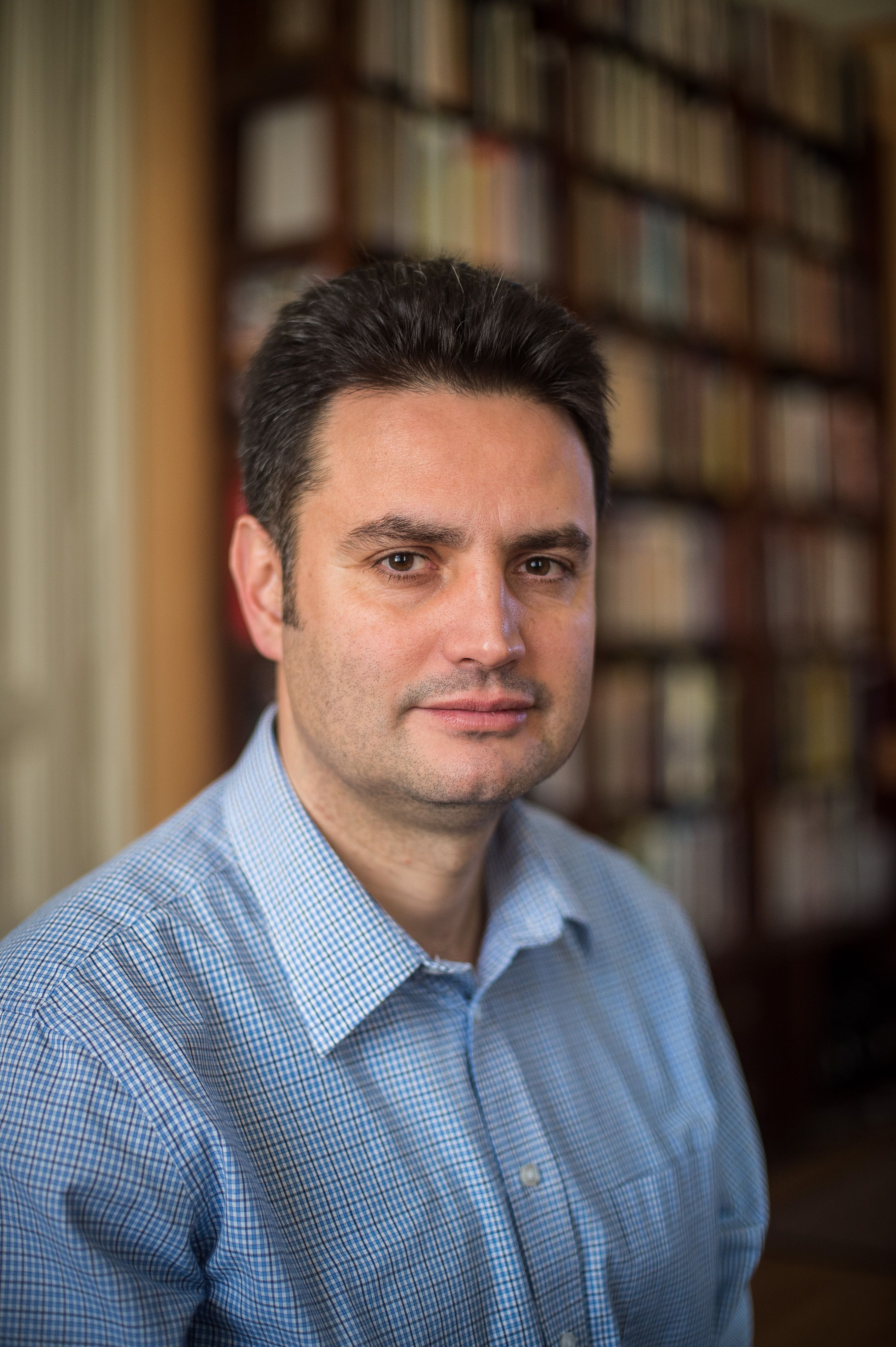
Péter Márki-Zay, 2018

Péter Márki-Zay [peːtɛɾ maːɾkizɒji] (* 9. Mai 1972 in Hódmezővásárhely, Kurzform MZP) ist ein ungarischer Wirtschaftswissenschaftler, Politiker und seit 2018 Bürgermeister von Hódmezővásárhely. Im Oktober 2021 entschied er die Vorwahlen für sich und trat daher bei der Parlamentswahl 2022 als Spitzenkandidat der vereinigten Opposition gegen Ministerpräsident Viktor Orbán an.

## Leben
Nach dem Studium der Wirtschaftswissenschaften, Elektrotechnik und Geschichtswissenschaften promovierte Péter Márki-Zay an der Katholischen Péter-Pázmány-Universität. Er ist mit seiner früheren Schulkollegin Felícia Vincze verheiratet und Vater von sieben Kindern. Von 2004 bis 2009 lebte die Familie in Kanada und den Vereinigten Staaten, wo er im Telefonverkauf und Autohandel tätig war und seine Frau eine Hebammenausbildung machte. Weil Márki-Zay wollte, dass seine Kinder in Ungarn aufwachsen, zogen sie zurück.
Nach seiner Rückkehr arbeitete er zunächst bei der Elektrizitätsgesellschaft in Szeged. Er war für die strategische Planung und später für das Kundendienstmanagement zuständig. Bis 2014 lehrte er Non-Profit- und Business-Marketing-Themen an der Universität Szeged. Er trat am 25. Februar 2018 als unabhängiger Kandidat zum Bürgermeisteramt der – ansonsten immer als Fidesz-Hochburg geltenden – Stadt Hódmezővásárhely an und gewann die Wahl, weil alle anderen Oppositionsparteien aus taktischen Gründen keine eigenen Kandidaten aufgestellt hatten (bzw. diese ihn unterstützten) und er dadurch deren Wählerstimmen auf sich vereinigen konnte. Als er sich vor der Wahl entschlossen hatte, für das Bürgermeisteramt gegen die Fidesz (die er zuvor immer gewählt hatte) anzutreten, verlor er seinen Job in der Marketingabteilung eines Autoteile-Herstellers. Márki-Zay hatte schon nach seiner Rückkehr aus dem Ausland kritisiert, dass die Fidesz überall in Ungarn wichtige Ämter besetzt halte und überall Kungelei bzw. Vetternwirtschaft grassiere.
Im Jahr 2021 entschied ein Bündnis aus sechs Oppositionsparteien, von Mitte links bis rechtsextrem, Márki-Zay bei der Parlamentswahl 2022 gegen Viktor Orbán antreten zu lassen. Hintergrund war, dass jene Oppositionsparteien keine andere Möglichkeit sahen, sich gegen die Fidesz bzw. Viktor Orban durchzusetzen. Die Opposition musste jedoch bei der Wahl am 3. April eine herbe Niederlage hinnehmen; Orbans Partei Fidesz konnte sich erneut die absolute Mehrheit der Stimmen und eine Zweidrittelmehrheit im Parlament sichern.

## Positionen
Márki-Zay beschreibt sich selbst als gläubig und konservativ. Obwohl er als Katholik Barmherzigkeit gegenüber Migranten anmahnt, beklagt er jegliche Zuwanderung. Außenpolitisch ist Márki-Zay proeuropäisch eingestellt.